# 圣十字宫
巴利亚多利德圣十字宫（西班牙语：Palacio de Santa Cruz）是西班牙的一座文艺复兴早期的建筑作品，坐落在圣十字学校（Colegio Mayor Santa Cruz）的旧址上。现在，圣十字宫是巴利亚多利德大学的一个校区，包含巴利亚多利德大学博物馆和阿尔伯特·席梅斯·阿雷亚诺·阿隆索基金会，该基金会拥有巴利亚多利德大学所捐赠的非洲艺术作品。
1479年5月29日，教皇西斯笃四世（Sixto IV）发布了一条圣谕，授权红衣主教佩德罗·冈萨雷斯·德·门多萨（Pedro González de Mendoza）在巴利亚多利德修建马约尔学校（Colegio Mayor），但是直到1486年才开始征集建造该学校的设计作品。此建筑的原制图人不详，且原稿前后几经修改。但是红衣主教门多萨却对定稿的哥特式设计图深感厌恶，最终于1488年在他的指令下通过了文艺复兴风格的设计方案。
该建筑建成于1491年。
圣十字宫的院子在1603年经历了一次大翻修，胡安·德·纳德（Juan de Nates）更换了院中所有的柱子，除了一些角状的柱子。1744年，建筑师胡安·德·萨哥维纳（Juan de Sagarcinaga）和多明戈·德·昂达德修改了回廊。1761年本图拉·罗德里（Ventura Rodríguez）把主宫门上的窗户全部改为了哥特式风格。1712年，在该建筑后方扩建了校舍，用于该校的住宿。
1940年，在该建筑正对着宫门口的外面修建了一个花园。
在独立战争期间，该学校被迫关闭，直到1816年，成为威灵顿公爵亚瑟·威利斯住所。之后又遭遇了关闭，直到1833年，在女王伊莎贝拉二世（Isabela II）的统治下重新开启。1838年，圣十字宫最终再次被关闭。
20世纪时，该宫成为巴利亚多利德大学（Universidad de Valladolid）的校区之一。并在1900年到2000年期间在西班牙文化部的主持下进行了修缮。此后，对该宫的修缮工作陆陆续续持续到了2011年。
该建筑呈四方形，全部由石灰石材质的石块构成。宫门正面是哥特式的花窗格，拱形的宫门雕刻着精美的奇花异兽做装饰。正门上方是该学校的徽章——耶路撒冷十字架，悬刻在拱角上方。

## 圣十字历史图书馆（La Biblioteca Histórica de Santa Cruz）
该图书馆位于圣十字宫二楼，藏书丰富，面向所有研究人员和学者开放。图书馆提供先进、科学的阅览方式：网上浏览通道和电子数据库。通过网页就可以查询和浏览各种珍贵的文献。图书馆目前的书目收藏分为四个部分：手写本，古本及珍本，印刷本和卷宗本。

## 阿尔伯特·席梅斯·阿雷亚诺·阿隆索基金会（Fundación Alberto Jimenéz-Arellano Alonso）
圣十字宫是巴利亚多利德大学阿尔伯特·席梅斯·阿雷亚诺·阿隆索基金会的所在地，该基金会致力于非洲现代艺术的传播，在圣十字宫拥有3个展厅：主大厅（Sala de Rectores），收藏有非洲雕刻和陶俑作品的文艺复兴厅（Sala de Renacimiento），以及展览非洲奥古王国的服饰和器具的圣·安布休厅（Sala de San Ambrosio）。